# Hybalus tricornis
Hybalus tricornis är en skalbaggsart som beskrevs av Lucas 1849. Hybalus tricornis ingår i släktet Hybalus och familjen Orphnidae. Inga underarter finns listade i Catalogue of Life.